# Saison 1 de Franklin and Bash
Chronologie
Saison 2
Cet article présente les épisodes de la première saison de la série télévisée américaine Franklin and Bash.

## Distribution

### Acteurs principaux
- Breckin Meyer (VFB : Alexandre Crépet) : Elmo « Jared » Franklin
- Mark-Paul Gosselaar (VFB : Maxime Donnay) : Peter Bash
- Malcolm McDowell (VFB : Philippe Résimont) : Stanton Infeld
- Reed Diamond (VFB : Tony Beck) : Damien Karp
- Garcelle Beauvais : Hanna Linden
- Dana Davis : Carmen Phillips
- Kumail Nanjiani (VFB : Romain Barbieux) : Pindar « Pindy » Singh

### Acteurs récurrents
- Claire Coffee (VFB : Nathalie Hugo) : Janie Ross (épisodes 1, 4, 7 à 9)
- Alexandra Holden : Debbie Wilcox (épisodes 1 à 4 et 6)
- Andrea de Oliveira : Allison Myers (épisodes 1, 3 et 4)
- Mircea Monroe : DeeDee (épisodes 1 et 5)
- Kathy Najimy : Juge Alice Sturgess (épisodes 1 et 8)
- Natalie Zea : Isabella Kaplowitz (épisode 2)
- Rhea Seehorn : Ellen Swatello (épisodes 3, 4, 6 et 10)
- Beau Bridges : Leonard Franklin (épisode 5)
- Geoffrey Blake : Gerry Nelson (épisodes 6 et 8)
- Gates McFadden : Juge Mallory Jacobs (épisodes 10)

## Épisodes

### Épisode 1:Les deux font la paire
- États-Unis : 1er juin 2011 sur TNT[1]
- Belgique : 2 février 2013 sur La Deux[2]
- France :
  - 28 avril 2013 sur TF6[3]
  - 27 février 2015 sur Chérie 25[4]
- Québec : 30 mai 2013 sur Séries+[5]

- États-Unis : 2,74 millions de téléspectateurs[6] (première diffusion)

- Linden Ashby : Evan Porter
- Melissa Ponzio : Annie Ross

### Épisode 2:La Veuve noire
- États-Unis : 8 juin 2011 sur TNT
- Belgique : 2 février 2013 sur La Deux
- France :
  - 28 avril 2013 sur TF6
  - 27 février 2015 sur Chérie 25
- Québec : 31 mai 2013 sur Séries+

- États-Unis : 2,61 millions de téléspectateurs[7] (première diffusion)

- Fred Willard : Wallace Clayton
- Thomas F. Wilson : Conseiller spirituel

### Épisode 3:Jennifer de Troie
- États-Unis : 15 juin 2011 sur TNT
- Belgique : 9 février 2013 sur La Deux
- France :
  - 5 mai 2013 sur TF6
  - 27 février 2015 sur Chérie 25
- Québec : 3 juin 2013 sur Séries+

- États-Unis : 2,88 millions de téléspectateurs[8] (première diffusion)

- Jillian Bell : Jennifer Putnam
- Robin Thomas : Big Mack
- Rebecca McFarland : Katherine Mack

### Épisode 4:Sexe, Mensonges et Sentiments
- États-Unis : 22 juin 2011 sur TNT
- Belgique : 9 février 2013 sur La Deux
- France :
  - 28 avril 2013 sur TF6
  - 27 février 2015 sur Chérie 25
- Québec : 4 juin 2013 sur Séries+

- États-Unis : 2,76 millions de téléspectateurs[9] (première diffusion)

- Michael Weaver : Danny Dubois

### Épisode 5:Pères et Impairs
- États-Unis : 29 juin 2011 sur TNT
- Belgique : 16 février 2013 sur La Deux
- France :
  - 5 mai 2013 sur TF6
  - 27 février 2015 sur Chérie 25
- Québec : 5 juin 2013 sur Séries+

- États-Unis : 2,54 millions de téléspectateurs[10] (première diffusion)

- Beau Bridges : Leonard Franklin
- Tom Arnold : Ronny Streppi
- Robert Pine : Duncan Morrow
- Nicole Steinwedell : Eileen Morrow
- Charlie Finn : Colin Morrow
- Ian Reed Kesler : Greg Morrow

### Épisode 6:Chasse aux gros gibiers
- États-Unis : 6 juillet 2011 sur TNT
- Belgique : 16 février 2013 sur La Deux
- France :
  - 9 mai 2013 sur TF6
  - 6 mars 2015 sur Chérie 25
- Québec : 6 juin 2013 sur Séries+

- États-Unis : 2,58 millions de téléspectateurs[11] (première diffusion)

- Geoffrey Blake : Gerry Nelson
- Jason Alexander : Carter Lang

### Épisode 7:Franklin contre Bash
- États-Unis : 13 juillet 2011 sur TNT
- Belgique : 23 février 2013 sur La Deux
- France :
  - 9 mai 2013 sur TF6
  - 6 mars 2015 sur Chérie 25
- Québec : 7 juin 2013 sur Séries+

- États-Unis : 2,55 millions de téléspectateurs[12] (première diffusion)

- Marisa Petroro : Simone Winters
- Mark L. Taylor : Mr. Carlisle
- Jud Tylor : Amber North

### Épisode 8:Jeux interdits
- États-Unis : 20 juillet 2011 sur TNT
- Belgique : 23 février 2013 sur La Deux
- France :
  - 9 mai 2013 sur TF6
  - 6 mars 2015 sur Chérie 25
- Québec : 10 juin 2013 sur Séries+

- États-Unis : 2,34 millions de téléspectateurs[13] (première diffusion)

- Anabella Casanova : Lily Garrett
- Eric Bruskotter : Officier Munson
- Leonard Roberts : Dante
- Alexandra Ella : Marla

### Épisode 9:Délits mineurs
- États-Unis : 27 juillet 2011 sur TNT
- Belgique : 2 mars 2013 sur La Deux
- France :
  - 19 mai 2013 sur TF6
  - 6 mars 2015 sur Chérie 25
- Québec : 11 juin 2013 sur Séries+

- États-Unis : 2,84 millions de téléspectateurs[14] (première diffusion)

- John de Lancie : Gallen
- Teresa Castillo : Lauren Gonzalez

### Épisode 10:Légitime Défense
- États-Unis : 3 août 2011 sur TNT
- Belgique : 2 mars 2013 sur La Deux
- France :
  - 19 mai 2013 sur TF6
  - 6 mars 2015 sur Chérie 25
- Québec : 12 juin 2013 sur Séries+

- États-Unis : 2,54 millions de téléspectateurs[15] (première diffusion)

- Danny Trejo : Ultimo
- Gates McFadden : Juge Mallory Jacobs
- Floriana Lima : Amelia
- Gabriel Olds : Dalton
- Tricia Helfer : Brett Caiman

## Audiences aux États-Unis
| N° d'épisode | Titre original               | Titre français                | Chaîne | Date de diffusion originale | Audiences (en millions de téléspectateurs) |
| ------------ | ---------------------------- | ----------------------------- | ------ | --------------------------- | ------------------------------------------ |
| 1            | Pilot                        | Les deux font la paire        | TNT    | 1er juin 2011               | 2,74                                       |
| 2            | She Came Upstairs to Kill Me | La Veuve noire                | TNT    | 8 juin 2011                 | 2,61                                       |
| 3            | Jennifer of Troy             | Jennifer de Troie             | TNT    | 15 juin 2011                | 2,88                                       |
| 4            | Bro-Bono                     | Sexe, Mensonges et Sentiments | TNT    | 22 juin 2011                | 2,76                                       |
| 5            | You Can't Take It with You   | Pères et Impairs              | TNT    | 29 juin 2011                | 2,54                                       |
| 6            | Big Fish                     | Chasse aux gros gibiers       | TNT    | 6 juillet 2011              | 2,58                                       |
| 7            | Franklin vs. Bash            | Franklin contre Bash          | TNT    | 13 juillet 2011             | 2,55                                       |
| 8            | The Bangover                 | Jeux interdits                | TNT    | 20 juillet 2011             | 2,34                                       |
| 9            | Bachelor Party               | Délits mineurs                | TNT    | 27 juillet 2011             | 2,84                                       |
| 10           | Go Tell It on the Mountain   | Légitime Défense              | TNT    | 3 août 2011                 | 2,54                                       |